# Campnosperma zeylanica
Campnosperma zeylanica là một loài thực vật có hoa trong họ Đào lộn hột. Loài này được Thwaites mô tả khoa học đầu tiên năm 1854.